# Mario Innauer
Mario Innauer, né le 10 janvier 1990 à Graz (Styrie), est un sauteur à ski autrichien.

## Biographie
Il est le fils de Toni Innauer, champion olympique sur le petit tremplin en 1980.
En 2006, il remporte le titre de champion du monde junior par équipes, à Kranj, se classant aussi septième en individuel.
En janvier 2007, il fait ses débuts dans la Coupe du monde à Innsbruck, terminant seizième. Un mois plus tard, il obtient une cinquième place à Titisee-Neustadt, soit son meilleur résultat dans cette compétition. Durant la saison 2007-2008, s'il enregistre son premier succès en Coupe continentale à Rovaniemi, il doit interrompre sa saison aux Championnats du monde junior où il se blesse.
Deux ans plus tard, il fait son retour au plus haut niveau au Bergisel, sa base d'entraînement,à l'occasion de la Tournée des quatre tremplins. Il se classe dixième lors de ce concours, puis est quinzième à Bischofshofen. 
Vers la fin de la saison 2010-2011, où il finit deuxième de la Coupe continentale, il subit la plus grande blessure de sa carrière avec une rupture des ligaments croisés et des dommages au ménisque après une chute à Wisła.
Il prend sa retraite sportive en 2013.

## Palmarès

### Coupe du monde
- Meilleur classement général : 31e en 2007.
- Meilleur résultat individuel : 5e.

#### Classements généraux annuels
| Année | Rang |
| 2007  | 31e  |
| 2008  | 58e  |
| 2010  | 39e  |
| 2011  | 58e  |

### Championnats du monde junior
| Épreuve / Édition | Kranj 2006 | Tarvisio 2007 | Zakopane 2008 | Hinterzarten 2010 |
| Individuel        | 7e         | 11e           | 9e            | 10e               |
| Par équipes       | Or         | 11e           |               | Or                |

### Coupe continentale
- 2e du classement général en 2011.
- 12 podiums, dont 4 victoires.